# 丽江绒鼠
丽江绒鼠（学名：Eothenomys fidelis）一种分布于中国云南西北部和四川南部地区的啮齿动物，隶属于仓鼠科绒鼠属。模式产地为云南丽江。本种曾视为黑腹绒鼠（Eothenomys melanogaster）的一个亚种或同物异名、大绒鼠（Eothenomys miletus）的同物异名。现通过分类和分子系统发育研究认定本种为独立种。

## 形态特征
丽江绒鼠个体很大，是绒鼠属指名亚属个体最大的物种。模式产地平均体长109.4毫米，尾长43.4毫米。